# Sant'Ignazio (vascello)
Il Sant'Ignazio fu un vascello di linea veneziano da 70 cannoni che prestò servizio nella Armada dal 1745 al 1763

## Storia
La costruzione del vascello da 70 cannoni Sant'Ignazio fu ordinata dal Senato della Repubblica di Venezia il 13 marzo 1717, e la nave fu impostata nel luglio dello stesso anno sotto la direzione del Proto dei Marangoni Zuanne Novello "Piccolo". La nave fu completata da Francesco di Zuanne Novello "Piccolo", e  fu varata  il 27 luglio 1745, entrando in servizio nell'Armata Grossa in quello stesso mese al comando del capitano Nadal Gioca.
Il Sant'Ignazio, dopo aver prestato servizio per 18 anni, andò perduto durante una grande burrasca nelle acque dell'isola di Pellestrina alle 14:00 del 12 marzo 1763. Si salvarono 34 membri dell'equipaggio, e fu recuperata molta dell'attrezzatura della nave.

### Fonti
1. ↑  http://www.veneziamuseo.it/ARSENAL/schede_arsenal/vascelli.htm.
2. 1 2 3 4  Levi 1896, p. 34.